# Onō ha Ittō ryū
L'Onō ha Ittō ryū (小野派一刀流劍術) è una scuola tradizionale di kenjutsu fondata da Itō Ittōsai Kagehisa (伊東一刀斎), uno dei più celebri e imbattuti spadaccini tra il Periodo Azuchi-Momoyama e quello Edo.

## Storia
Itō Ittōsai, al culmine della propria carriera di combattente, intuì che, così come tutte le cose del mondo hanno un'origine ed un fine comuni, anche le infinite tecniche di spada esistenti sono riconducibili ad un'unica tecnica-radice, da lui chiamata kiriotoshi. Per questo si dette il nome Ittōsai (“Uomo di un'unica spada”) e fondò lo stile Ittō.
La scuola Ono-ha fu fondata intorno al 1580 dal discepolo di Ittosai Ono Jiroemon Tadaaki (1565–1628), da cui deriva il nome dell'arte. La tradizione orale indica che Ittosai fece combattere Tadaaki in un duello con un altro studente, Zenki, per stabilire un successore dello stile.
Durante il periodo Tokugawa, servendo come istruttore sia del secondo che del terzo shōgun, insieme a Yagyū Munenori della scuola rivale Yagyū Shinkage-ryū, Tadaaki fu in grado di continuare a dare ampia visibilità allo stile. Si diceva che Tadaaki fosse superiore a Munenori nell'arte della spada, ma che il suo carattere severo lo portasse ad essere il meno favorito e rispettato dei due.
La famiglia Ono continuò in seguito passò al servizio del signore di Hirosaki (provincia di Mutsu) Tsugaru Nobumasa, e rimase al servizio del clan Tsugaru per più di un secolo, pur continuando a mantenere il controllo della scuola. Per tutto il periodo Tokugawa l'Onō ha rimase lo stile ufficiale degli shogun.
Takeda Sōkaku (1859-1943), celebre maestro di Daitō-ryū e Onō ha Ittō ryū che a sua volta avrebbe trasmesso l'arte al fondatore dell'Aikidō Morihei Ueshiba, apprese questo stile nel dojo Yokikan, in Aizu, dal maestro Shibuya Toma.
Nel periodo Taisho, Sasamori Junzō (1886-1976), un praticante di kendo ben noto e di alto rango, divenne il 16° Sōke (capo della scuola); suo figlio Sasamori Takemi (1933-2017) gli succedette come 17° caposcuola.
Gli Istruttori dell'attuale Ufficio Metropolitano di Polizia di Tokyo sono addestrati nell'Onō ha Ittō ryū nel dojo di Reigakudo, a Tokyo.

## Tecnica
È uno stile da duello incentrato sulla sola spada, anche se ne vengono impiegate di diverse misure. Per l'allenamento vengono impiegati i robusti bokuto (imitazione in legno di una katana) e gli shinai (spada invece più leggera in bamboo); l'uchi-dachi (colui che guida il kata) indossa, per proteggersi dai colpi reali dati ai polsi, dei grossi guantoni chiamati onigote. 
L'ono-ha itto-ryu kenjutsu è praticato essenzialmente, come vuole la tradizione giapponese, nella forma dei kumi-dachi (kata), cioè in forme preordinate di combattimento con la spada. I kata sono raggruppati in serie:
- Odachi: questa serie è composta da 43 kata, praticati in duelli katana contro katana.
- Kodachi: questa serie è composta da 5 kata, praticati in duelli katana contro kodachi.
- Aikodachi: questa serie è composta da 6 kata, praticati in duelli kodachi contro kodachi.
- Sanju: questa serie è composta da 2 kata.
- Habiki: questa serie è composta da 11 kata.
- Kojo Gokui Goten: questa serie è composta da 5 kata praticati katana contro katana.
- Tachiai Batto: questa serie è composta da 5 kata, praticati in duelli katana contro katana con l'uso dello iaitō (imitazione della katana).